# Angelo Paolucci
Angelo Paolucci (Roma, 6 febbraio 1903 – Tobruk, 12 giugno 1940) è stato un militare italiano, decorato con la Medaglia d'oro al valor militare alla memoria durante la seconda guerra mondiale.

## Biografia
Nacque a Roma il 6 febbraio 1903, arruolandosi volontario nella Regia Marina nel maggio 1920, frequentando successivamente il Corso di Allievo timoniere al cui termine si imbarcò su varie unità di superficie. Promosso Sottocapo nel corso del 1921 e 2° Capo nel 1924, nel corso del 1931 effettuò il passaggio nella categoria nocchieri. Successivamente prestò servizio sui MAS 428, MAS 93 e MAS 75 fino a quando, promosso Capo di 1ª Classe, il 24 marzo 1939 assunse il comando della cannoniera Giovanni Berta, di base a Tobruk, in Africa settentrionale. 
Dopo aver eseguito, a partire dal 21 marzo 1940,  una campagna di rilevamenti idrografici nel Mare Ionio con base a Taranto, con il precipitare della situazione internazionale la campagna fu cancellata, e dopo aver eseguito alcuni lavori di raddobbo l’unità, il 24 maggio, partì da Taranto per raggiungere la rada di Tobruk.

La cannoniera Giovanni Berta

Assegnata a compiti di dragaggio,  all’atto dell’entrata in guerra dell’Italia, il 10 giugno 1940, il Giovanni Berta prestava servizio nella IX Squadriglia dragamine. Il 12 giugno la squadriglia lasciò Tobruk alle ore 03.00 per effettuare un controllo sulla rotta di avvicinamento alla base navale, ma alle 04.08 l'unità capofila, il Palmaiola, avvistò a 5.000 metri di distanza, provenienti da nord, e in rotta per 180° in linea di fronte, due grosse unità. Si trattava degli incrociatori leggeri Liverpool e Gloucester, appartenenti alla 2ª Divisione, scortati da quattro cacciatorpediniere. Trovatosi in quel momento il comandante nei pressi del cannone poppiero da 76/40, fu il 2º Capo nocchiere Angelo Cafiero a far battere il posto di combattimento.  Alla prima salva sparata dalle unità britanniche Paolucci ordino di aprire il fuoco con il cannone poppiero, passando poi al fuoco accelerato. Accortosi che il pezzo sparava colpi antiaerei egli tentò di portarsi a prora ordinando fuori i colpi navali, ma la seconda salva da 152 centrò in pieno la cannoniera, uccidendolo sul colpo. Alle 04.24 le unità britanniche interruppero il combattimento, allontanandosi verso nord alla velocità di 18 nodi, mentre il Berta, al comando di Cafiero, tentava di raggiungere il porto di Tobruk, affondando però, dopo aver dato fondo all’ancora, nei pressi della boetta del fanale verde di ingresso al porto. Per onorare la memoria del comandante dell’unità, fu decretata la concessione della Medaglia d'oro al valor militare, mentre numerosi membri dell’equipaggio ricevettero decorazioni minori.
Nel corso del 1990 gli è stata intitolata una caserma di Roma.

### Annotazioni
1. ↑  Composta da Grazioli Lante, Palmaiola e Giovanni Berta.
2. ↑  Tre Medaglie d’argento e la promozione al grado superiore furono concesse al direttore di macchina Gennaro Ferrara, al vicedirettore di macchina Umberto Rammuni, e al 2° Capo nocchiere Angelo Cafiero. Due fuochisti caduti nel combattimento vennero decorati con la Medaglia di bronzo al valor militare, mentre altri 11 membri dell’equipaggio con la Croce di guerra.

### Fonti
1. 1 2 3 4 5  Prosperini 2008, p. 6.
2. 1 2 3 4  Prosperini 2008, p. 7.
3. 1 2 3 4 5  Prosperini 2008, p. 8.
4. ↑   HMS LIVERPOOL - Town-type Light Cruiser, su Naval History.
5. ↑  Prosperini 2008, p. 10.
6. ↑   MBVM Antonio Cafiero (JPG), su Istituto Nastro Azzurro.
7. 1 2  Prosperini 2008, p. 11.
8. ↑   Medaglie d'oro al Valor Militare: Angelo Paolucci, su Marina Militare.

### Periodici
- Franco Prosperini, Il primo e l’ultimo, in Storia Militare, n. 179, Parma, Ermanno Albertelli Editore, agosto 2008.